# Campeonato Mundial de Atletismo Sub-20 de 2016 - Salto com vara feminino
A prova do salto com vara feminino do Campeonato Mundial de Atletismo Sub-20 de 2016 ocorreu entre os dias 19 e 21 de julho em Bydgoszcz, na Polônia. 

## Recordes
Antes desta competição, os recordes mundiais e do campeonato nesta prova eram os seguintes:
|     | Nome                                 | Nacionalidade   | Altura | Local            | Data                                    |
| --- | ------------------------------------ | --------------- | ------ | ---------------- | --------------------------------------- |
| WJR | Wilma Murto                          | Finlândia       | 4.71 m | Zweibrücken      | 31 de janeiro de 2016                   |
| CR  | Angelica Bengtsson Alena Lutkovskaya | Suécia · Rússia | 4.50 m | Barcelona Eugene | 14 de julho de 2012 24 de julho de 2014 |
| WJL | Robeilys Peinado                     | Venezuela       | 4.56 m | Budapeste        | 10 de junho de 2016                     |

Os seguintes recordes mundiais ou do campeonato foram estabelecidos durante esta competição: 
| Data        | Evento | Nome           | Nacionalidade | Altura | Notas                 |
| ----------- | ------ | -------------- | ------------- | ------ | --------------------- |
| 21 de julho | Final  | Angelica Moser | Suíça         | 4.55   | Recorde do campeonato |

## Medalhistas
| Ouro                 | Prata                  | Bronze            |
| Angelica Moser (SUI) | Robeilys Peinado (VEN) | Wilma Murto (FIN) |

## Cronograma
Todos os horários são locais (UTC+1).
| Data        | Hora  | Evento       |
| ----------- | ----- | ------------ |
| 19 de julho | 17:00 | Qualificação |
| 21 de julho | 18:25 | Final        |

## Resultados

### Qualificação
Qualificação: 4,20 m (Q) ou pelo menos melhor 12 qualificado (q) 
| Posição | Grupo | Atleta              | Nacionalidade  | 3.50 | 3.65 | 3.80 | 3.95 | 4.05 | 4.15 | 4.20 | Resultados | Notas                |
| ------- | ----- | ------------------- | -------------- | ---- | ---- | ---- | ---- | ---- | ---- | ---- | ---------- | -------------------- |
| 1       | A     | Angelica Moser      | Suíça          | –    | –    | –    | –    | –    | –    | o    | 4.20       | Q                    |
| 1       | A     | Robeilys Peinado    | Venezuela      | –    | –    | –    | –    | –    | –    | o    | 4.20       | Q                    |
| 3       | A     | Alix Dehaynain      | França         | –    | –    | o    | o    | o    | o    | –    | 4.15       | q,                   |
| 3       | B     | Wilma Murto         | Finlândia      | –    | –    | –    | –    | –    | o    | –    | 4.15       | q                    |
| 5       | A     | Chen Qiaoling       | China          | –    | –    | –    | xo   | o    | o    | –    | 4.15       | q                    |
| 6       | B     | Rachel Baxter       | Estados Unidos | –    | –    | –    | o    | xxo  | o    | –    | 4.15       | q                    |
| 6       | B     | Thiziri Daci        | França         | –    | o    | xo   | xo   | o    | o    | –    | 4.15       | q,                   |
| 8       | A     | Carson Dingler      | Estados Unidos | –    | o    | o    | o    | o    | xo   | –    | 4.15       | q                    |
| 8       | B     | Li Chaoqun          | China          | –    | –    | –    | o    | o    | xo   | –    | 4.15       | q                    |
| 10      | B     | Lisa Gunnarsson     | Suécia         | –    | –    | –    | –    | xo   | xo   | –    | 4.15       | q                    |
| 10      | B     | Amálie Švábíková    | Chéquia        | –    | –    | o    | xo   | o    | xo   | –    | 4.15       | q                    |
| 12      | A     | Klara Mattsson      | Suécia         | –    | xo   | o    | o    | xxo  | xxo  | –    | 4.15       | q,                   |
| 13      | B     | Tamara Schaßberger  | Alemanha       | –    | o    | o    | o    | o    | xxx  |      | 4.05       | Recorde da temporada |
| 14      | B     | Andrea San José     | Espanha        | –    | o    | o    | xo   | o    | xxx  |      | 4.05       |                      |
| 15      | A     | Marijke Wijnmaalen  | Países Baixos  | –    | o    | o    | xxo  | o    | xxx  |      | 4.05       | Recorde pessoal      |
| 16      | B     | Agnieszka Kaszuba   | Polónia        | –    | xo   | o    | xo   | xo   | xxx  |      | 4.05       |                      |
| 17      | A     | Nikola Pöschlová    | Chéquia        | o    | o    | o    | o    | xxx  |      |      | 3.9        |                      |
| 17      | B     | Killiana Heymans    | Países Baixos  | –    | o    | o    | o    | xxx  |      |      | 3.95       |                      |
| 19      | B     | Pascale Stöcklin    | Suíça          | –    | –    | xo   | o    | xxx  |      |      | 3.95       |                      |
| 20      | A     | Miren Bartolomé     | Espanha        | –    | o    | o    | xxo  | xxx  |      |      | 3.95       |                      |
| 21      | A     | Hanne De Baene      | Bélgica        | –    | –    | o    | xxx  |      |      |      | 3.80       |                      |
| 22      | A     | Ariadni Adamopoulou | Grécia         | o    | xo   | o    | xxx  |      |      |      | 3.80       |                      |
| 22      | B     | Anna Shpak          | Bielorrússia   | –    | –    | xo   | –    | xxx  |      |      | 3.80       |                      |
| 23      | A     | Margit Kalk         | Estónia        | xo   | xxo  | xo   | xxx  |      |      |      | 3.80       |                      |
| 24      | A     | Luisa Schaar        | Alemanha       | –    | xxo  | xxx  |      |      |      |      | 3.65       |                      |
| 25      | A     | Nina Kennedy        | Austrália      | –    | –    | –    | xxx  |      |      |      | NM         |                      |
| 25      | B     | Emma Philippe       | Austrália      | –    | –    | xxx  |      |      |      |      | NM         |                      |

### Final
A prova final foi realizada no dia 21 de julho às 18:25. 
| Posição           | Atleta           | Nacionalidade  | 3.85 | 4.00 | 4.10 | 4.20 | 4.25 | 4.30 | 4.35 | 4.40 | 4.45 | 4.50 | 4.55 | 4.60 | Resultados | Notas                 |
| ----------------- | ---------------- | -------------- | ---- | ---- | ---- | ---- | ---- | ---- | ---- | ---- | ---- | ---- | ---- | ---- | ---------- | --------------------- |
| Medalha de ouro   | Angelica Moser   | Suíça          | –    | –    | –    | xo   | –    | –    | xxo  | o    | o    | o    | o    | xr   | 4.55       | Recorde do campeonato |
| Medalha de prata  | Robeilys Peinado | Venezuela      | –    | –    | –    | o    | –    | o    | –    | o    | xxx  |      |      |      | 4.40       |                       |
| Medalha de bronze | Wilma Murto      | Finlândia      | –    | –    | –    | –    | –    | o    | –    | xxo  | –    | x–   | x–   | x    | 4.40       |                       |
| 4                 | Chen Qiaoling    | China          | –    | o    | –    | o    | –    | xo   | –    | xxx  |      |      |      |      | 4.30       | Recorde pessoal       |
| 5                 | Carson Dingler   | Estados Unidos | o    | xo   | o    | xxo  | o    | xxx  |      |      |      |      |      |      | 4.25       | Recorde pessoal       |
| 6                 | Li Chaoqun       | China          | –    | o    | xo   | o    | x–   | xx   |      |      |      |      |      |      | 4.20       | Recorde pessoal       |
| 7                 | Lisa Gunnarsson  | Suécia         | –    | –    | o    | –    | –    | xxx  |      |      |      |      |      |      | 4.10       |                       |
| 7                 | Thiziri Daci     | França         | o    | o    | o    | xxx  |      |      |      |      |      |      |      |      | 4.10       |                       |
| 7                 | Amálie Švábíková | Chéquia        | –    | o    | o    | xxx  |      |      |      |      |      |      |      |      | 4.10       |                       |
| 10                | Rachel Baxter    | Estados Unidos | –    | xo   | o    | xxx  |      |      |      |      |      |      |      |      | 4.10       |                       |
| 11                | Klara Mattsson   | Suécia         | o    | o    | xxx  |      |      |      |      |      |      |      |      |      | 4.00       |                       |
| 12                | Alix Dehaynain   | França         | o    | xxo  | xxx  |      |      |      |      |      |      |      |      |      | 4.00       |                       |

Legenda
| Recorde mundial       | Recorde mundial (World record)               |                       | Recorde africano                      | Recorde africano (African) |                                           | Q | Classificado por posição (Qualified) |
| Recorde do campeonato | Recorde do campeonato (Championship record)  | Recorde da América    | Recorde da América (Americas)         | q                          | Classificado por melhor tempo (Qualified) |   |                                      |
| Melhor marca do ano   | Melhor marca do ano (World leading)          | Recorde asiático      | Recorde asiático (Asian)              | DNS                        | Não largou (Did not start)                |   |                                      |
| Recorde nacional      | Recorde nacional (National record)           | Recorde europeu       | Recorde europeu (European)            | DNF                        | Não terminou (Did not finish)             |   |                                      |
| Recorde pessoal       | Recorde pessoal do atleta (Personal best)    | Recorde da Oceania    | Recorde da Oceania (Oceania)          | DSQ / DQ                   | Desclassificado (Disqualified)            |   |                                      |
| Recorde da temporada  | Recorde da temporada do atleta (Season best) | Recorde sul-americano | Recorde sul-americano (South America) | NM                         | Sem marca (No mark)                       |   |                                      |